# Црвена корњача (филм из 2016)
Црвена корњача (фр. La Tortue Rouge; јап. レッドタートル ある島の物語, Reddo Tātoru: Aru Shima no Monogatari) је анимирани филм из 2016. године, настао у режији холандског аниматора Мишела Дудок де Вита и јапанског продуцента Тошија Сузукија. Анимацију су радили студио Гибли и бројне француске компаније као што је Wild Bunch.
Премијера је одржана 18. маја 2016. године на Канском филмском фестивалу, након чега је филм освојио многа признања као што је номинација за Оскар за најбољи анимирани филм на 89. додели награде Академије.

## Радња
Прича прати неименованог човека који доживљава бродолом и завршава на мистериозном острву прекривеном бамбусом. Човек успева да направи сплав, али му црвена корњача не дозвољава да напусти острво.

## Награде
| Списак награда и номинација                 | Списак награда и номинација | Списак награда и номинација                                                             | Списак награда и номинација       | Списак награда и номинација | Списак награда и номинација |
| Награда                                     | Датум                       | Категорија                                                                              | Номиновани                        | Резултат                    | Реф.                        |
| ------------------------------------------- | --------------------------- | --------------------------------------------------------------------------------------- | --------------------------------- | --------------------------- | --------------------------- |
| Награда Оскар                               | 26. фебруар 2017.           | Награда Оскар за најбољи анимирани филм                                                 | Мишел Дудок де Вит и Тошио Сузуки | Номинација                  | [ 5 ] [ 6 ]                 |
| Награда Ени                                 | 4. фебруар 2017.            | Награда Ени за најбољи независни анимирани филм                                         | Црвена корњача                    | Освојено                    | [ 7 ]                       |
| Награда Ени                                 | 4. фебруар 2017.            | Награда Ени за невероватан успех у категорији за визуелне ефекте у анимираном филму     | Мулуд Осид                        | Номинација                  | [ 7 ]                       |
| Награда Ени                                 | 4. фебруар 2017.            | Награда Ени за невероватан успех у категорији за режију анимираног филма                | Мишел Дудок де Вит                | Номинација                  | [ 7 ]                       |
| Награда Ени                                 | 4. фебруар 2017.            | Награда Ени за невероватан успех у категорији за музичку композицију у анимираном филму | Лоран Перез дел Мар               | Номинација                  | [ 7 ]                       |
| Награда Ени                                 | 4. фебруар 2017.            | Награда Ени за невероватан успех у категорији за сценографију у анимираном филму        | Мишел Дудок де Вит и Паскал Феран | Номинација                  | [ 7 ]                       |
| Кански филмски фестивал                     | 21. мај 2016.               | Награда — специјална категорија                                                         | Мишел Дудок де Вит                | Освојено                    | [ 1 ]                       |
| Кански филмски фестивал                     | 21. мај 2016.               | Награда                                                                                 | Мишел Дудок де Вит                | Номинација                  | [ 1 ]                       |
| Кански филмски фестивал                     | 21. мај 2016.               | Награда                                                                                 | Мишел Дудок де Вит                | Номинација                  | [ 1 ]                       |
| Чикашка асоцијација филмских критичара      | 15. децембар 2016.          | Најбољи анимирани филм                                                                  | Црвена корњача                    | Номинација                  | [ 8 ]                       |
| Филмска награда по избору критичара         | 11. децембар 2016.          | Најбољи анимирани филм                                                                  | Црвена корњача                    | Номинација                  | [ 9 ]                       |
| Асоцијација филмских критичара Лос Анђелеса | 4. децембар 2016.           | Најбољи анимирани филм                                                                  | Црвена корњача                    | 2. место                    | [ 10 ]                      |
| Награда Магрит                              | 4. фебруар 2017.            | Награда Магрит за најбољи страни филм настао у косарадњи                                | Црвена корњача                    | Освојено                    | [ 11 ]                      |
| Награда Магрит                              | 4. фебруар 2017.            | Награда Магрит за најбољи звук                                                          | Нилс Фаут и Питер Солдан          | Номинација                  | [ 11 ]                      |
| Онлајн друштво филмских критичара           | 3. јануар 2017.             | Најбољи анимирани филм                                                                  | Црвена корњача                    | Номинација                  | [ 12 ]                      |
| Друштво филмских критичара Сан Франциска    | 11. децембар 2016.          | Најбољи анимирани филм                                                                  | Црвена корњача                    | Освојено                    | [ 13 ] [ 14 ]               |
| Награда Сателит                             | 19. фебруар 2017.           | Награда Сателит за најбољи анимирани или микс-медија филм                               | Црвена корњача                    | Номинација                  | [ 15 ]                      |
| Асоцијација филмских критичара Торонта      | 11. децембар 2016.          | Најбољи анимирани филм                                                                  | Црвена корњача                    | 2. место                    | [ 16 ]                      |

## Спољашњи извори
- Званични веб-сајт (језик: француски)
- Званични веб-сајт (језик: јапански)
- Званични веб-сајт (језик: енглески)
- Црвена корњача на веб-сајту  (језик: енглески)